# مقراب صغير
المقراب الصغير (بالإنجليزية: Small telescope)‏ هو أجهزة بصرية تستخدم لرؤية الأشياء البعيدة.
تعرف التلسكوبات الصغيرة من قبل علماء الفلك على أنها كل المقاريب التي يقل قطرها عن ال2 متر (80 بوصة)
أما بالنسبة لهواة علم الفلك فإن المقاريب الصغيرة هي جميع المقاريب التي يتراوح قطرها بين (6-10) أنش

## تصنيف المقاريب وفقاً لأقطارها
قطر المقراب يعني قطر عدسته أو مرآته Aperture.
المقراب هو أداة تقريب وليس أداة تكبير، يعمل بجمع الضوء من النجوم البعيدة والمجرات والسدم والكواكب لذلك كلما زاد قطر التلسكوب ازدادت كمية الضوء الذي يمكن أن يجمعه، وبالتالي يزداد عدد الأجرام التي يمكن رؤيتها من خلاله. كلما كان التلسكوب أكبر كلما استطاع الغوص في أعماق السماء أكثر، لأن الأجرام السماوية كلما ابتعدت ازداد خفوتها واحتجنا لجمع كمية أكبر من ضوئها.
يقياس قطر التلسكوب بالبوصة وهي تعادل(2.52) سم
ألبيريو ؛ نجم مزدوج شهير يمكن تأمل تفاصيل هذا النجم بسهولة من خلال مقراب 4 بوصة

### مقراب صغير (من 2 لـ 5 بوصة)
يمكن باستخدام هذه المقاريب رؤية
- تفاصيل القمر وفوهاته
- كوكب المشتري وأقماره الأربعة الجاليليه
- كوكب زحل بحلقاته ( سوف يكون صغير الحجم لكنه واضح المعالم)
- المريخ يظهر كدائرة حمراء صغيرة
- كوكب الزهرة يظهر واضحًا بعض الشيء
- يمكن رؤية بعض النجوم المزدوجة
- بعض السدم اللامعة كالجبار Orion nebula،
- مجرة أندروميدا Andromeda Galaxy،
- كل التجمعات النجمية المفتوحة

تجمع نجمي مفتوح: تجمع لمجموعة نجوم ولدت معًا في نفس السحابة، قد تصل أعدادها لـ 3000 نجم، تتغذى معًا على الهيدروجين في السحابة السديمية، تتواجد في أذرع المجرات
مثال على التجمعات المفتوحة القفير، تجمع نجمي مفتوح من مجموعة نجوم السرطان، سمي كذلك لأنه يشبه قفير النحل، هدف سهل للمقاريب الصغيرة

### مقراب متوسط (من 6 لـ 8 بوصة)
يمكن باستخدامها رؤية
- تجمع هرقل المغلق –العنقودي، هدف صعب على التلسكوبات الصغيرة لكنه هدف ممكن للمقاريب المتوسطة،
- التجمعات المغلقة أهداف صعبة عموما، إن نجوم التجمعات العنقودية لا يمكن ملاحظتها إلا في الصور، في المقراب سوف تراها كغيمة كثيفة دائرية

مع المقراب المتوسط تظهر التجمعات النجمية المغلقة بوضوح
 التجمع النجمي المغلق: كتل مستديرة متراصة من النجوم، وتضم عددًا أكبر من النجوم مما تحتويه التجمعات المفتوحة وقد تصل إلى عشرة ملايين، تتواجد في هالة المجرة.
- يمكن أن يرى عددًا أكبر من المجرات والسدم أيضا مجال واسعًا من النجوم المزدوجة. المقراب المتوسط يناسب هواة الفلك تمامًا

مع المقاريب المتوسطة يمكن أن يقوم الفلكي بالبحث في (( فهرس مسييه وكتالوج كالدويل ))، لكن لازل غير قادر على الخوض في دهاليز الأطلس العام الجديد الفهرس العام الجديد

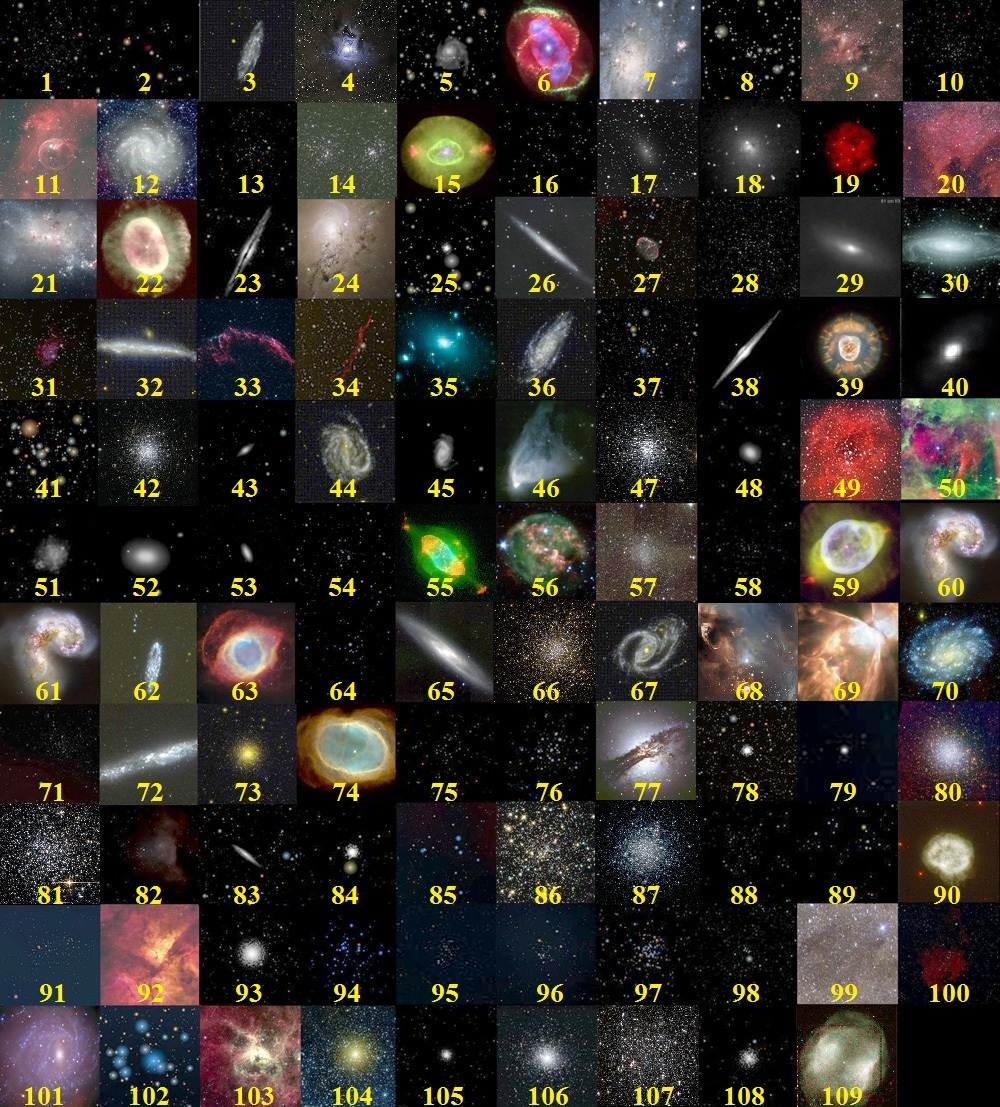
تجميع لصور كتالوج كالدويل.

### مقراب كبير (أكبر من 8 بوصة)
يمكن باستخدامها رؤية
- سديم رأس الحصان
- المقاريب بقطر 14 بوصة تمتلك القدرة على الخوض في بحر مكون من مئات آلاف المجرات وتجمعات المجرات والسدم والتجمعات النجمية، لكن هنا تظهر المشكلة. كلما ازداد قطر المقراب قل مجال رؤيتة فيحتاج إلى خبراء فلكيين لاستخدامه

## تصنيف المقاريب وفقاً لتركيبها
يمكن تصنيف المقاريب في ثلاث فئات، وهي المقاريب الكاسرة (بالإنجليزية: Refractor)‏ تستخدم عدسة لتجميع الضوء، والعاكسة (بالإنجليزية: Reflector)‏: تستخدم مرآة للتجميع، والكاسجرين (بالإنجليزية: Cassegrain)‏: تستخدم كليهما

### المقراب الكاسر
نظام مغلق ويعني هذا أنبوب مغلق من طرفيه، لا يدخله التراب كذلك يقدم أفضل صورة ممكنة لجرم سماوي.

### المقراب العاكس
نظام مفتوح من الأمام، يمكن للتراب أن يترسب على المرآة الرئيسية بالداخل وسوف يحتاج هذا بعض التدخل من الفلكي، لكن المشكلة هي أن المرآة الرئيسية قد تهتز بسهولة مما يشوه الصورة.

### الكاسجرين
هو نوع هجين يستخدم كلًا من العدسات والمرايا ويجمع بين مزايا العاكس والكاسر.

## حامل المقراب
هناك 3 أنواع من حوامل المقاريب:
1. عادي ( Alt-azimuth)
2. استوائي ( Equatorial)
3. إلكتروني مزود بخاصية التتبع ( Go-to)

Equatorial-mounted Keplerian telescope

ملاحظة : الحامل الإلكتروني الملحق بخاصية التتبع يمكن أن يكون استوائيا أو عاديا، أيضا يكون مع الحوامل الإلكترونية أطلس سماوي إلكتروني مدمج في الحامل يمكنه بعد عملية ضبط بسيطة أن يوجه نفسه أوتوماتيكيًا لأي جرم سماوي بمجرد أن تختار الجرم من شاشة الموجِّه

## الملحقات
ياتي المقراب من المصنع جاهزًا للاستخدام فورًا، لكن هناك بعض الإضافات التي يمكن أن تسهل عمل الفلكي

### البارلو Barlow
هو أداة لرفع التكبير، البارلو 2x يضاعف قيمة تكبير العدسة العينية والــ 3x للتكبير ثلاث مرات

### فلتر الشمس Solar Filter
يساعدك على مشاهدة البقع Spots على سطح الشمس بوضوح، لا يجب النظر ناحية الشمس من دون فلتر، فان اثر ذلك قد يكون كارثيًا.
يوجد أيضا فلاتر أخرى: هناك العديد من الفلاتر التي يمكن استخدامها حسب الجرم السماوي، هناك فلاتر للكواكب وللسدم وللقمر، وهناك فلاتر للتلوث الضوئي أيضا .

### وصلة كاميرا
يمكن عبرها تركيب كاميرا من النوع كاميرا رقمية ذات عدسة أحادية عاكسة على المقراب لالتقاط الصور، خاصة للقمر والشمس، اما لتصوير السدم والمجرات فيجب ان يتوفر نظام توجيه إلكتروني GO-to لأن تصوير الأجرام السماوية البعيدة يحتاج لمدة تعريض طويلة قد تصل إلى عدة ساعات مع العلم أن المقراب لا يوفر صورًا ملونة للسدم أو المجرات، فصور الويب تحتاج لكي تبدو هكذا إلى مدد تعريض طويلة جدًا ومعالجة حاسوبية محترفة، تظهر المجرات والسدم في المقاريب باللونين الأبيض والأسود.

### أطلس سماوي
توجد العديد من النسخ المجانية على الويب، يحتاجه الفلكي في رصد المجرات والسدم البعيدة التي لا يعرف مكانها تحديدًا

### الاطلس القمري
مهم لتعلم أماكن وأسماء الفوهات القمرية، تتواجد بعض النسخ سهلة الطباعة على الويب

## اقرأ أيضًا
- علم الفلك
- رصد فلكي
- رصد فلكي بالعين المجردة
- مقراب
- الضوء الأول